# Józef Nikodem Kłosowski
Józef Nikodem Kłosowski, ps. Lemiesz, Czepiec (ur. 26 marca 1904 w Krasnymstawie, zm. 26 listopada 1959 w Lublinie) – pisarz, publicysta, poeta, pedagog, działacz ruchu ludowego, organizator życia kulturalnego na Lubelszczyźnie, inicjator powstania Muzeum Regionalnego w Krasnymstawie, odkrywca talentu poetyckiego Stanisława Bojarczuka. Żołnierz Batalionów Chłopskich, szef prasy i wydawnictw w Komendzie Głównej Okręgu Lublin tej organizacji, pułkownik.

## Życiorys
Józef Kłosowski urodził się 26 marca 1904 w rodzinie rzemieślniczej. W wieku siedemnastu lat wstąpił do Związku Młodzieży Wiejskiej „Wici”. Po ukończeniu szkoły średniej studiował polonistykę, historię sztuki i malarstwo na Uniwersytecie Warszawskim. Po studiach wrócił do Krasnegostawu, gdzie pracował jako pedagog, najpierw w szkole powszechnej, a następnie w szkole rolniczej. W 1931 wstąpił do SL.
Zorganizował teatr ludowy, z którym objeżdżał wsie i osady Lubelszczyzny. Tworzył grafiki, z których kilka zachowało się do dziś. Są przechowywane w Muzeum Regionalnym w Krasnymstawie („Samotna brzoza”, „Młyn”, „Widok na las”).
Odkrył i wypromował samorodny talent – chłopskiego poetę – Stanisława Bojarczuka, którego poznał jeszcze we wczesnym dzieciństwie. Ich przyjaźń trwała do końca życia Bojarczuka. Kłosowski pomagał mu publikować w prasie. Wspólnie ze Zbigniewem Stepkiem przygotował do druku zbiór sonetów Bojarczuka, którym zainteresowała się Ludowa Spółdzielnia Wydawnicza. Właśnie w niej pod koniec życia Bojarczuka ukazał się zbiór sonetów pod tytułem Blaski i dźwięki.
Kłosowski był organizatorem życia literackiego. Zapraszał na wieczory autorskie znanych pisarzy lubelskich (m.in. Józefa Czechowicza). Przed wojną wydawał własne pismo „Wieś Krasnystawska”, w którym publikował artykuły o kulturze lokalnego środowiska.
Po wybuchu II wojny światowej był nauczycielem tajnych kompletów. Od 1940 był członkiem Batalionów Chłopskich. W Komendzie Głównej Okręgu Lublin odpowiadał za prasę i wydawnictwa. W 1942 wraz z bratem Wacławem uciekł przed aresztowaniem. W tym czasie wydawał pisma podziemne: „Najnowsze wiadomości”, „Kukułka”, „Roch”, „Chłopski Znak”, „Wyzwolenie”, „Wieś tworząca”, „Zielona Kadra”. W 1942 w Orchowcu zorganizował podziemną drukarnię. W dalszym ciągu działał w Stronnictwie Ludowym („Roch”). Swoje wojenne przeżycia opisał w książkach: Jarzmo, Mgła, Walka z aniołem, Czarna Wiosna, Gwiazdy nad polaną, Ziemia bez skarg, Berło.
Po wojnie uczył w Gimnazjum im. Władysława Jagiełły w Krasnymstawie. Następnie został kierownikiem Wojewódzkiego Wydziału Kultury w Lublinie, którym kierował do 1950. Założył lubelski tygodnik „Zdrój”, poświęcony upowszechnianiu kultury i twórczości. Redaktor czasopisma „Kamena”. Po wojnie był prezesem lubelskiego oddziału ZLP.
Pod koniec lat 50. zachorował na serce. Zmarł 26 listopada 1959. Pochowany został na cmentarzu w Krasnymstawie.

## Publikacje
- Moje dzieciństwo – wspomnienia autobiograficzne, 1956;
- Przeklęta miasto – zbiór legend ludowych, 1928;
- Dziewanna – zbiór legend ludowych, 1928;
- Tańcząca karczma – powieść, 1933;
- Uroczysko – powieść;
- Zbrodnia Ewy Orskiej – powieść;
- Chłopski marsz – tomik poetycki, 1944;
- Jarzmo – powieść, 1947;
- Mgła – powieść, 1948;
- Serce w lipowym drewnie – zbiór legend, 1948;
- Walka z aniołem – powieść, 1949;
- Czarna wiosna – powieść, 1953;
- Gwiazdy nad polaną – powieść, 1955;
- Ziemia bez skarg – powieść, LSW 1956;
- Berło – powieść, 1958;
- Chłostra – powieść (wznowienie Jarzma i Mgły), LSW 1979.

## Nagrody
- Nagroda literacka Lubelszczyzny (1947)
- Nagroda miasta Lublina (1956)

## Ordery i odznaczenia
- Krzyż Kawalerski Orderu Odrodzenia Polski (7 czerwca 1947)[6]
- Srebrny Krzyż Zasługi (9 listopada 1931)[7]
- Krzyż Partyzancki

## Upamiętnienie
Jego imieniem została nazwana ulica, przy której mieszkał odkryty przez niego talent – Stanisław Bojarczuk.